# Tautònim

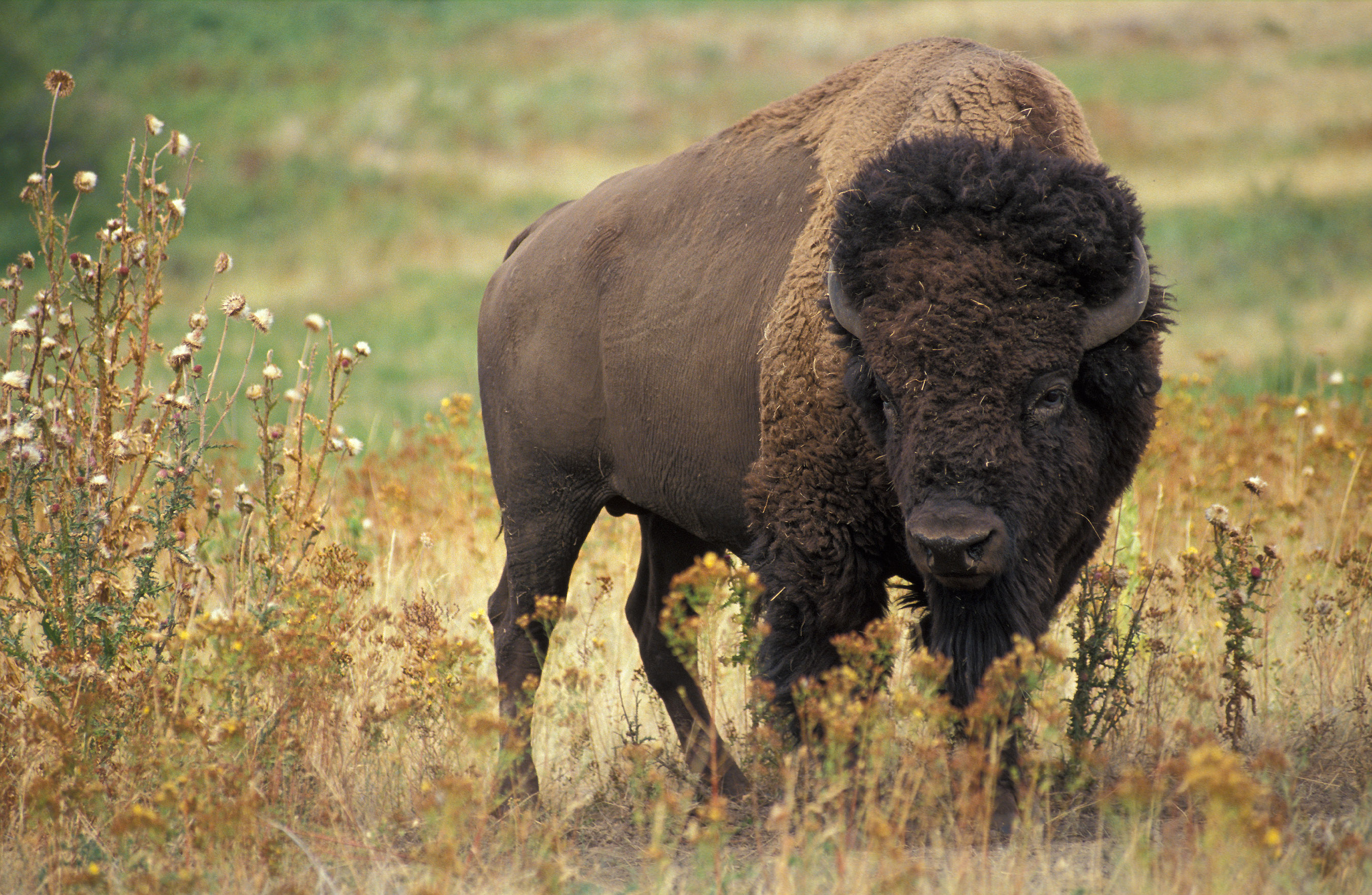
El bisó americà (Bison bison) és un exemple de tautonomia en el seu nom científic

Tautònim en taxonomia és un terme informal nom binomial (nom científic d'un organisme) en el qual coincideixen el nom del gènere i el de l'espècie, com per exemple els noms científics dels animals Natrix natrix i Bison bison. La primera part del binomi es refereix al gènere i el segon a l'epítet de l'espècie. La tautonomia (fer servir el mateix nom pel gènere i l'espècie) està permesa en la nomenclatura zoològica. En canvi en les regles de la nomenclatura botànica està expressament prohibit usar noms científics tautonòmics. Un exemple de tautonomia en botànica, que ja no existeix, és Larix larix (el làrix europeu) nom que va ser proposat per Gustav Karl Wilhelm Hermann Karsten però va ser Larix decidua Mill. (1768) que és el nom científic finalment adoptat per al làrix europeu.
Tanmateix no es considera tautonòmic i està permès els noms com Arctostaphylos uva-ursi el qual significa baia d'os dues vegades, en grec i llatí respectivament. També Picea omorica fa servir els termes en llatí i serbi que signifiquen pi, També està admés el cas del nom de la tomaquera Lycopersicon lycopersicum (grec i grec llatinitzat però actualment ja no serveix aquest nom perquè el gènere del tomàquet es considera que és Solanum) També es permet la lleugera diferència en una lletra de casos com Ziziphus zizyphus.